# Antiga Rectoria de Sords
L'Antiga Rectoria de Sords és una obra de Cornellà del Terri (Pla de l'Estany) inclosa a l'Inventari del Patrimoni Arquitectònic de Catalunya.

## Descripció
Edifici de planta rectangular desenvolupat en planta baixa, pis golfes. Les parets portants són de maçoneria estucada a les façanes. La coberta era de teula àrab a dues vessants, però a causa de l'estat en què es troba l'edifici quasi no en queda. Les obertures són emmarcades per carreus. La finestra central de la façana principal i la posterior presenten carreus bisellats i ampit de pedra emmotllurada. La llinda de pedra de la façana principal de la porta presenta dimensions importants.

## Història
L'edifici havia estat la rectoria de l'església de Sant Esteve de l'antic poble de Sords, avui annexionat al municipi de Cornellà de Terri. Fa bastants anys que es troba abandonada i presenta un estat ruïnós.